# CPAN
CPAN és l'acrònim de Comprehensive Perl Archive Network. És un enorme arxiu de programari escrit en Perl, així com de documentació sobre el mateix. Té presència en la Web a través del seu lloc www.cpan.org i els seus 267 rèpliques distribuïdes arreu del món.
Actualment hi ha més de 119.118 mòduls empaquetats en més de 27.018 paquets, aportats per més de 10.467 autors.
Hom disposa de mòduls per a una àmplia varietat de tasques, incloent matemàtiques avançades, connectivitat de bases de dades i connexió de xarxes. Essencialment, tot el que hi ha en CPAN està disponible de forma lliure; la major part del programari està llicenciat sota la llicència artística, la GPL o ambdues. Qualsevol pot pujar software a CPAN via PAUSE, el Perl Authors Upload Server (servidor de pujades d'autors Perl).
Els mòduls en CPAN poden ser descarregats i instal·lats a mà. No obstant això, és molt comú que els mòduls depenguin d'altres mòduls i seguir les dependències a mà pot ser tediós. Tant el mòdul CPAN.pm (inclòs en la distribució Perl) com el mòdul millorat CPANPLUS ofereixen instal·ladors en línia de comandos que entenen les dependències; poden configurar-se per descarregar automàticament i instal·lar un mòdul i, recursivament, tots els mòduls dels que depengui.
Per exemple, per a instal·lar el mòdul Games::Nintendo::Mario només cal escriure
```
cpan Games::Nintendo::Mario
```

Per a entrar en l'entorn cal escriure 
```
perl -MCPAN -e shell
```

Els usuaris que no tinguin compilador C estan limitats als mòduls escrits en pur Perl, quan els descarreguin des de CPAN. ActiveState, una empresa que comercialment dona suport a Perl en Windows, ofereix paquets de mòduls Perl precompilats, anomenats PPM, per usar-los amb el seu ActivePerl. Alguns mòduls ja preparats estan disponibles com a part de la distribució MacPerl pels Mac Classic. Usuaris en altres sistemes operatius sovint depenen de paquets binaris oferts per venedors de sistemes operatius. A causa de la llicència, la disponibilitat de biblioteques de terceres parts, la manca de portabilitat i altres qüestions, no tots els mòduls de CPAN estan disponibles com a paquets preparats.
En 2006, es va iniciar un esforç per tenir una distribució Perl en Windows juntament amb un compilador, perquè fos redundant la necessitat de tenir els paquets en forma binària. Alguns primers resultats d'això són les distribucions del macro-instal·lador CamelPack i la de Vanilla Perl.